# Tomo Bradanović Ilić
Tomo Bradanović Ilić (špa. Tomás Bradanovic Ilic) (Vis, 12. prosinca 1853. − Viña del Mar, 12. rujna 1917.), hrvatski industrijalac, veleposjednik, veletrgovac i dobrotvor iz Čilea.
Sa 17 godina odlazi u San Francisco, gdje je boravio 4 godine radeći u trgovačkoj kući. Iz SAD se je zaputio u Australiju, a odatle u Južnu Ameriku. Iskrcao se u Iquiqueu, gradiću u današnjoj čileanskoj pokrajini Tarapaci, tada u Peruu.,  poslije je boravio u Čileu.